# Allotinus vadosus
Allotinus vadosus är en fjärilsart som beskrevs av Corbet 1939. Allotinus vadosus ingår i släktet Allotinus och familjen juvelvingar. Inga underarter finns listade i Catalogue of Life.